# Шафштет (Шлезвиг-Холштајн)
Шафштет (њем. Schafstedt) општина је у њемачкој савезној држави Шлезвиг-Холштајн. Једно је од 115 општинских средишта округа Дитмаршен. Према процјени из 2010. у општини је живјело 1.334 становника. Посједује регионалну шифру (AGS) 1051099.

## Географски и демографски подаци
Шафштет се налази у савезној држави Шлезвиг-Холштајн у округу Дитмаршен. Општина се налази на надморској висини од 13 метара. Површина општине износи 18,2 km². У самом мјесту је, према процјени из 2010. године, живјело 1.334 становника. Просјечна густина становништва износи 73 становника/km².